# The Juniper Tree (ópera)
The Juniper Tree (título original en inglés; en español, El enebro es una ópera en dos actos con música de Philip Glass y Robert Moran, y libreto en inglés de Arthur Yorinks, basado en el cuento de hadas homónimo de los Hermanos Grimm. Se estrenó el 11 de diciembre de 1985 en el Teatro American Repertory en Cambridge, Massachusetts.
Fue compuesta en el año 1985. Está compuesta para dos barítonos, bajo, mezzosoprano, cuatro sopranos, tenor, coro mixto, coro de niños y orquesta de cámara. Cada compositor escribió escenas alternándose y utilizó los temas del otro para proporcionar unidad estructural.  Glass conservó la propiedad de la ópera, y no permitió que se lanzase una grabación "en vivo" del estreno (con Jayne West y Sanford Sylvan) hasta el año 2009.  Hasta entonces, Moran animó a sus seguidores a distribuir copias piratas de manera que el público pudiera oírla.
Para el vigesimoquinto aniversario de su creación, el Teatro des Petites Garnottes presentó el estreno canadiense de la ópera en septiembre de 2010 en la Salle Jean-Paul Tardif en Quebec, Canadá.

## Personajes
| Personaje                  | Tesitura        | Reparto del estreno, 11 de diciembre de 1985 (Director: Richard Pittmann) |
| -------------------------- | --------------- | ------------------------------------------------------------------------- |
| El marido                  | barítono lírico | Sanford Sylvan                                                            |
| Su esposa                  | soprano lírica  | Jayne West                                                                |
| El hijo/ pájaro del enebro | niño soprano    | Lynn Torgove                                                              |
| La madrastra               | mezzosoprano    | Valerie Walters                                                           |
| Su hija                    | soprano         | Janet Brown                                                               |
| El orfebre                 | bajo            | David Stoneman                                                            |
| El zapatero                | barítono        | Thomas Derrah                                                             |
| El molinero                | tenor           | William Cotton                                                            |
| Gente del pueblo           | coro            |                                                                           |
| Mamá pájaro                | soprano         |                                                                           |
| Niños pájaro               | Coro de niños   |                                                                           |

## Argumento
El famoso cuento de los hermanos Grimm habla de una perversa madrastra que asesina a su hijastro, temiendo que recuerde a su esposo a su mujer muerta y se lo da de comer a su padre hambriento que no sospecha nada. La hermana del niño entierra los huesos de este bajo un enebro donde su madre está enterrada, y el espíritu del niño regresa como un pájaro cantor que logra vengarse sobre la malvada madrastra (lanzando una rueda de molino sobre ella) antes de volver a la vida en el seno de su familia.